# Obertura portuguesa
L'obertura portugusa és una obertura d'escacs que comença amb els moviments:
1.e4 e5
2.Ab5
La portuguesa és una obertura poc freqüent.
En contrast amb l'obertura Ruy López (1.e4 e5 2.Cf3 Cc6 3.Ab5), endarrerint Cf3 les blanques deixen lliure el peó-f tot reservant-se la possibilitat de jugar f4. La contrapartida és que la falta de pressió de les blanques sobre d5 deixa les negres amb les mans lliures.
Si les negres contesten 2...Cf6, les blanques poden jugar de gambit amb 3.d4.
Una altra resposta negra seria 2...Cc6, segurament esperant que les blanques transposin a la Ruy López amb 3.Cf3, però una elecció més popular és la de fer fora l'alfil blanc amb 2...c6.
La partida podria continuar 3.Aa4 Cf6 i ara les blanques poden fer 4.Cc3 o 4.De2.
Graham Burgess ha indicat que sembla una Ruy López en què les blanques s'hagin descuidat de fer 2.Cf3. De tota manera, és quelcom més que això, és una d'aquelles obertures que no són tan dolentes o sense sentit com semblen a primera vista, i les negres han d'afrontar-la amb cura.